# Ulrike Folkerts
Pour les articles homonymes, voir Folkerts.
Ulrike Folkerts, née le 14 mai 1961 à Cassel, est une actrice allemande.

## Biographie

### Vie privée
Ulrike Folkerts est ouvertement lesbienne, elle est en couple avec Katharina Schnitzler.

## Filmographie
- 1987 : Das Mädchen mit den Feuerzeugen : Ines
- 1989 : Ein Prachtexemplar (téléfilm) : Katharina Scholle
- 1990 : Wenn du mich fragst ... (série télévisée)
- 1991 : Unter Kollegen (téléfilm) : Christa Wagner
- 1992 : Klinik des Grauens (court métrage) : la commissaire
- 1994 : Der Gletscherclan (série télévisée)
- 1995 : Wir sind auch nur ein Volk (série télévisée)
- 1995 : Wolff, police criminelle (série télévisée) : Sascha Seitz
- 1995 : Der Leihmann : Vio
- 1995 : Nur über meine Leiche : Charlotte
- 1995 : Glück auf Kredit (téléfilm) : Judith
- 1995 : Bismarckpolka (court métrage) : Aparte Frau
- 1996 : Commissaire Léa Sommer (série télévisée) : Ruth Wagner
- 1997 : Der Kapitän (série télévisée) : Franziska Spör
- 1997 : Kommissar Schimpanski (série télévisée) : Sara Kons
- 1997 : Wildbach (série télévisée) : Hilde
- 1997 : Doppelter Einsatz (série télévisée)
- 1997 : Der kleine Unterschied (téléfilm) : Karin
- 1997 : Corinna Pabst: Fünf Kinder brauchen eine Mutter (téléfilm) : Doro
- 1998 : Les Enquêtes du professeur Capellari (série télévisée) : Isabelle Becker
- 1998 : Cinq sur 5 (série télévisée) : Frau Freitag
- 1998 : Sechs Schüsse auf einen Minister (téléfilm)
- 1999 : Männer und andere Katastrophen (téléfilm) : Rebecca Kern
- 1999 : Der Hochstapler (téléfilm) : Ruth Berg
- 1999 : Stahlnetz (série télévisée) : Hilli Färber
- 1999 : Lukas (série télévisée) : Siggi
- 2000 : Klinikum Berlin Mitte - Leben in Bereitschaft (série télévisée) : Lilo Bender
- 2000 : Nackte Tatsachen (court métrage) : Carolin
- 2001 : Drehkreuz Airport (série télévisée) (9 épisodes)
- 2003 : Polizeiruf 110 (série télévisée) : Irene Porst
- 2003 : Mutti - Der Film : Zahnärztin
- 2005 : Die Leibwächterin (téléfilm) : Mona Dengler
- 2007 : Ich bin eine Insel (téléfilm) : Thea Winkler
- 2008 : Willkommen zuhause (téléfilm) : Lona Reimann
- 2008 : Family Mix (série télévisée) : la commissaire
- 2009 : Die Rebellin (téléfilm) : Olga Schmitt
- 2009 : Sores & Sîrîn (court métrage) : Silke
- 2009 : Un mari, un amant, un bébé (Liebe in anderen Umständen) (téléfilm) : Silke, l'épouse
- 2011 : Restrisiko (téléfilm) : Katja Wernecke
- 2011 : Stadtgeflüster - Sex nach Fünf (téléfilm) : Ariane Keller
- 2013 : Spieltrieb : Patrizia Fischer
- 2013 : Global Player - Toujours en avant (Global Player - Wo wir sind isch vorne) : Marianne Bogenschütz
- 2014 : Ein Sommer in Amsterdam (téléfilm) : Mia Kaufmann
- 2014 : Mordkommission Istanbul (série télévisée) : Ebru Dede
- 2015 : Das goldene Ufer (téléfilm) : Elfreda von Rennitz
- 2016 : Rose (court métrage) : Marie
- 2018 : Feiert Eileen! (court métrage) : la mère
- 2018 : Rosamunde Pilcher (série télévisée) : Lynette Dawson
- 1989-2019 : Tatort (série télévisée) commissaire Lena Odenthal (71 épisodes)